# Voerde
Voerde es un municipio situado en el distrito de Wesel, en el estado federado de Renania del Norte-Westfalia (Alemania), con una población a finales de 2016 de unos 36 273 habitantes.
Se encuentra ubicado al noroeste del estado, en la región de Düsseldorf, cerca de la orilla del río Rin, de la ciudad de Duisburgo y de la frontera con Países Bajos.